# Сет Ежен
Сет Ежен (фр. Cette-Eygun) насеље је и општина у југозападној Француској у региону Аквитанија, у департману Атлантски Пиринеји која припада префектури Олорон Сен Мари.
По подацима из 2011. године у општини је живело 78 становника, а густина насељености је износила 4,11 становника/km². Општина се простире на површини од 19 km². Налази се на средњој надморској висини од 521 метар (максималној 2.560 m, а минималној 501 m).

## Демографија
| 1962. | 1968. | 1975. | 1982. | 1990. | 1999. | 2011. |
| ----- | ----- | ----- | ----- | ----- | ----- | ----- |
| 166   | 178   | 143   | 103   | 89    | 95    | 78    |

График промене броја становника у току последњих година